# Atelopus pictiventris
Atelopus pictiventris és una espècie d'amfibi que viu a Colòmbia.